# محمدعلی بوذری
محمدعلی بوذری (۱۲۸۰–۱۳۶۳) اهل روستای کرود طالقان وزیر دادگستری در کابینه حاجعلی رزم‌آرا و روزنامه‌نگار دوره قاجار از مقامات بلندپایه قضائی دوره پهلوی و سناتور مجلس سنا بود. نخستین نشریه فرانسوی زبان را در ایران او انتشار داد.

## تولد و تحصیلات
محمدعلی بوذری فرزند حاجی شیخ محمد آقا (روحانی) در سال 1280 خورشیدی در روستای کرود طالقان به دنیا آمد. پس از اتمام تحصیلات حوزوی و قدیمی در جوانی به کسوت روحانیت در آمد. در مدرسه آلیانس تهران درس خواند و نخستین نشریه فرانسوی زبان را در ایران انتشار داد. سپس به مدرسه حقوق و علوم سیاسی رفت و از آنجا فارغ‌التحصیل شد. 

## فعالیت های اداری و سیاسی
وی در سال 1306 در زمان وزارت علی‌اکبر داور به استخدام وزارت عدلیه در آمد و به خدمت قضایی مشغول گردید و مراحل ترقی را به سرعت پیمود. مدتی رئیس محکمه جزا بود و سپس ریاست شعبه دیوان عالی کشور و مدیر دفتری دادگاه و مقام وزارت دادگستری را احراز نمود.
بوذری در سال 1312 به دادستانی تهران رسید. در مجموع پنج سال دادستان تهران بود. دستگیری و محاکمه اصغر قاتل در زمان دادستانی او صورت گرفت. سپس رئیس اداره نظارت و دادیار و مستشار دیوان عالی کشور شد. وی یکی از اعضای کانون جهانگردان ایران بود که در سال 1314 در خیابان فردوسی تشکیل گردید و در تاریخ هیجدهم بهمن 1317 خورشیدی به ثبت رسید.
بوذری سپس رئیس اداره نظارت دادگستری، دادیار و مستشار دیوان عالی کشور شد. در ۱۴ دی ماه سال ۱۳۲۷ معاون و سرپرست وزارت دادگستری شد و در ۶ تیر ماه سال ۱۳۲۹ در کابینه رزم‌آرا به وزارت دادگستری رسید. در این مقام در چارچوب تصفیه ارکان نظام از افراد ناصالح و مبارزه با فساد عده زیادی از قضات را تغییر داد، از جمله چند تن از رؤسای شعب دیوان کشور، از جمله عبدالعلی لطفی را به شهرستان‌ها منتقل کرد. همچنین به توقیف مطبوعات و روزنامه‌نگاران پرداخت و آماج انتقادهای گسترده‌ای شد. حسین مکی نماینده تهران او را استیضاح کرد، اما رزم‌آرا از او حمایت کرد و رأی اعتماد گرفت.

بوذری در سال 1342 در دوره چهارم سنا به مقام سناتوری تهران منصوب شد. وی همچنین در دوره های پنجم و ششم سنا (1346-1354) نیز به عنوان سناتور انتخابی تهران به مجلس سنا راه یافت. پس از آن دیگر کاری به او ارجاع نشد.
از حیث سیاسی عضو حزب ایران نوین و بعد رستاخیز و طرفدار سیاست غرب به ویژه آمریکا و همچنین عضو جمعیت فراماسونری لژهای دانش، بزرگ ایران،  شیراز، فارابی، مزدا، کسرا و انجمن طرفداران ابوعلی سینا بوده است.
او در سال 1363 درگذشت.

مشاغل وی:
مدیر استیناف ، رئیس دادگاه جنحه، مدیرکل بنگاه حمایت از مادران و نوزادان، مدیرکل بازرسی کشور، معاون وزیر دادگستری، نماینده مجلس شورای ملی و سنا، عضویت هیئت مدیره شرکت هواپیمایی